# Joan Pereyra i Morante
Joan Pereyra i Morante (Eivissa, 27 d'octubre 1850 - 1932) fou un militar i polític eivissenc, diputat a Corts durant la restauració borbònica.

## Biografia
Fill d'un militar, el 1864 va ingressar al Regiment d'Infanteria de Mallorca, del que arribà a ser alferes el 1868 i tinent el 1869 per mèrits de guerra a la batalla del Pont d'Alcolea sota el comandament del marquès de Novaliches. En 1872 fou destinat a la Capitania General de Granada i el juliol de 1873 fou ascendit a tinent per antiguitat. El 1874 fou enviat a Melilla i participà també a la tercera guerra carlina, en la que fou ascendit a capità (1874) després de les accions de Galdames i Laguardia i va obtenir la Creu del Mèrit Militar amb distintiu vermell després de l'acció de Monte Muru. Fou ascendit a comandant en 1875 després de les accions a Lorca, Irun i Treviño, i a tinent coronel després del setge de Bilbao. Un cop acabada la guerra en 1876 fou destinat a Requena i el 1882 a la Segona Divisió de l'Exèrcit de València. En 1885 fou destinat a Múrcia i el 1891 a Tetuan.
El gener de 1893 fou ascendit a coronel i destinat a Tremp, Jerez de la Frontera, Alacant i Mallorca. Durant la guerra hispano-estatunidenca fou nomenat comandant militar de Lanzarote. El setembre de 1906 fou ascendit a general de brigada i durant un temps fou interinament Comandant Militar de Cartagena i Governador Militar de València.
Fou elegit diputat per Eivissa a les eleccions generals espanyoles de 1910, però no va ocupar l'escó fins a 1912, ja que va marxar a Melilla en 1911 per lluitar en la guerra del Marroc, participant en la presa de Monte Arruit el 1912. El 1913 fou ascendit a general de divisió i també fou secretari de la Reial Societat Valenciana d'Agricultura i Esports.